# Alexandre Ribot
Alexandre Félix Joseph Ribot (født 7. februar 1842 i Saint-Omer, Pas-de-Calais, død 13. januar 1923 i Paris) var en fransk statsmand.
Ribot blev tidlig sagfører i Paris og var fra 1872 i en årrække sekretær i "Selskabet for sammenlignende lovgivning". I 1875 blev han generalsekretær i Justitsministeriet under Dufaure, afgik tillige med denne i december 1876 og var 1877 et ivrigt medlem af "Komiteen for lovlig modstand" imod ministeriet Broglies reaktionære styrelse. I 1878 valgtes han til Deputeretkamret og havde her sæde indtil 1909, med en afbrydelse (1885—87). Han var tidlig en skarp modstander af Gambetta, ligesom senere af Ferry og hans kolonialpolitik, men kæmpede tillige hårdnakket imod Socialdemokraterne. Han tog særlig del i forhandlingerne om finansielle spørgsmål og blev allerede 1883 Finansudvalgets første ordfører; var senere en af de mådeholdne republikaneres (progressisters) ledere og bedste talsmænd. Marts 1890 blev han udenrigsminister under Freycinet og havde vigtig del i dannelsen af forbundet med Rusland; han beholdt denne stilling i næsten 3 år. December 1892—april 1893 var han førsteminister og i de sidste 3 måneder tillige indenrigsminister; hans skånsomhed i Panamasagen medførte hans fald. Januar—november 1895 var han på ny første- og tilige finansminister. I 1898 blev han formand for den vigtige undervisningskommission og stod siden 1901 i afgjort modsætning til den herskende radikale retning og særlig til dens fornægtelse af tros- og undervisningsfriheden (ministeriet Combes). Ribot var 1906 og følgende år en ivrig talsmand for Frankrigs Marokkopolitik, og 1913 en af dem, der fik stemmer ved præsidentvalget. Ikke bedre held havde han, da han juni 1914 dannede et ministerium, som kun holdt sig i 3 dage. Men da 1. Verdenskrig udbrød 2 måneder senere, blev han straks finansminister under Viviani og fortsatte under Briand oktober 1915—marts 1917, ja havde endog sæde i det snævre råd for krigens førelse; endelig blev han selv første- og udenrigsminister marts—september 1917 og styrede derefter en månedstid udenrigsministeriet under Painlevé. Ribot, som allerede var medlem af Académie des sciences morales et politiques, blev 1906 medlem af Académie française.